# The Wolf is Loose
The Wolf is Loose è un singolo dei Mastodon pubblicato nel 2006 in CD single e 12".

## Il singolo
The Wolf is Loose è la prima traccia del terzo album dei Mastodon Blood Mountain. La canzone comincia con un breve fill del batterista Brann Dailor prima dell'entrata della chitarra e del basso, per poi diventare una delle più veloci della band rivelando sonorità simili al thrash metal. Segue poi un interludio melodico prima di un ritorno alle sonorità di inizio canzone.

## Videoclip
Del brano è stato girato anche un video trasmesso talvolta dal programma Headbangers Ball di MTV2 nel tardo 2006. Il singolo è il terzo estratto da Blood Mountain dopo Crystal Skull e Capillarian Crest, ne è stata pubblicata anche una versione contenente oltre a The Wolf is Loose, il videoclip girato appositamente per il brano e un'esecuzione dal vivo di Circle of Cysquatch.
Un'edizione del singolo contiene anche la traccia video con il videoclip.

## Tracce

### CD single
1. The Wolf is Loose - 03:34
2. Circle of Cysquatch (Live) - 03:19

### 12"
1. The Wolf is Loose - 03:34
2. Capillarian Crest (Live) - 03:19

### Promo
1. The Wolf Is Loose (Album Version) - 3:34
2. Capillarian Crest (Single Version) - 4:22
3. Crystal Skull (Album Version) - 3:25

## Edizioni
- 2006 - The Wolf Is Loose (Reprise Records, PRO16094 , CD single, promo)
- 2006 - The Wolf Is Loose (Reprise Records, PRO16019, CD single, promo)
- 2006 - The Wolf Is Loose (Reprise Records, W749CD1 5439 15579 2, CD single)
- 2006 - The Wolf Is Loose (Reprise Records, W749T 9362 43080 0, 12")
- 2006 - The Wolf Is Loose (Reprise Records, W749CD2 9362 43083 2, CD single)

## Formazione
- Brent Hinds - chitarra elettrica, voce
- Bill Kelliher - chitarra
- Troy Sanders - basso, voce
- Brann Dailor - batteria